# Rocznik Towarzystwa Naukowego w Płocku
Rocznik Towarzystwa Naukowego w Płocku – rocznik ukazujący się od 1929 do 1934 roku we Płocku. Wydawcą było Towarzystwo Naukowe Płockie. Ukazały się wtedy 4 roczniki. Pismo zostało reaktywowane w 1983 roku, jednak nie ukazywało się w latach 1984-2012. 
Publikowane są w nim artykuły naukowe, recenzje, materiały dotyczące historii regionu płockiego. 